# Christian Andersen
Christian Andersen (Glostrup, 28 settembre 1944) è un ex calciatore danese, di ruolo centrocampista.

## Carriera

### Giocatore

#### Club
Gioca a calcio per sedici anni tra Danimarca, Belgio e Francia.

#### Nazionale
Debutta in Nazionale il 6 maggio 1969 contro il Messico (3-1).

## Palmarès

### Giocatore

#### Competizioni nazionali
- Campionato danese: 2

B 1903: 1969, 1970